# IC 189
IC 189 је спирална галаксија у сазвјежђу Ован која се налази на листи објеката дубоког неба у Индекс каталогу.
Деклинација објекта је + 23° 33' 4" а ректасцензија 2h 1m 52,9s. Привидна величина (магнитуда) објекта IC 189 износи 14,1 а фотографска магнитуда 14,8. IC 189 је још познат и под ознакама MCG 4-5-39, CGCG 482-51, IRAS 01590+2318, PGC 7716.